# Proboscidactylidae
Proboscidactylidae is een familie van neteldieren uit de klasse van de Hydrozoa (hydroïdpoliepen).

## Geslacht
- Proboscidactyla Brandt, 1835